# Matthijs Siegenbeek

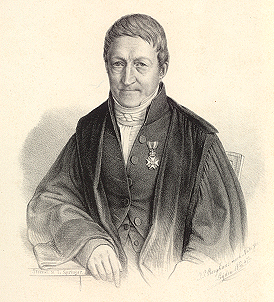
Siegenbeek door J.P. Berghaus, 1847.

Matthijs Siegenbeek (Amsterdam, 23 juni 1774 - Leiden, 26 november 1854) was een Nederlandse theoloog en neerlandicus, die van 1797 tot 1847 de eerste hoogleraar Nederlands was aan de Rijksuniversiteit Leiden.

## Levensloop
Siegenbeek had een opleiding gevolgd tot predikant. Aanvankelijk was hij voorganger bij de doopsgezinden in Dokkum. Hij was slechts 23 jaar oud toen hij in 1797 de aanstelling verwierf van buitengewoon hoogleraar aan de Leidse universiteit, twee jaar later omgezet in een gewoon hoogleraarschap. Zijn leeropdracht luidde Nederlandse taal- en letterkunde, welsprekendheid en (vanaf 1815) vaderlandse geschiedenis. Vanaf 1803 was hij lid, later secretaris, van het hoofdbestuur van de letterkundige faculteit van de universiteit. Ook was hij in de periode 1822 - 1847 voorzitter en daarna erelid van de Maatschappij der Nederlandse Letterkunde.
Siegenbeek ligt, net als de andere 19e-eeuwse spellingshervormers Matthias de Vries en L.A. te Winkel, begraven op de Leidse begraafplaats Groenesteeg.

## Spelling-Siegenbeek

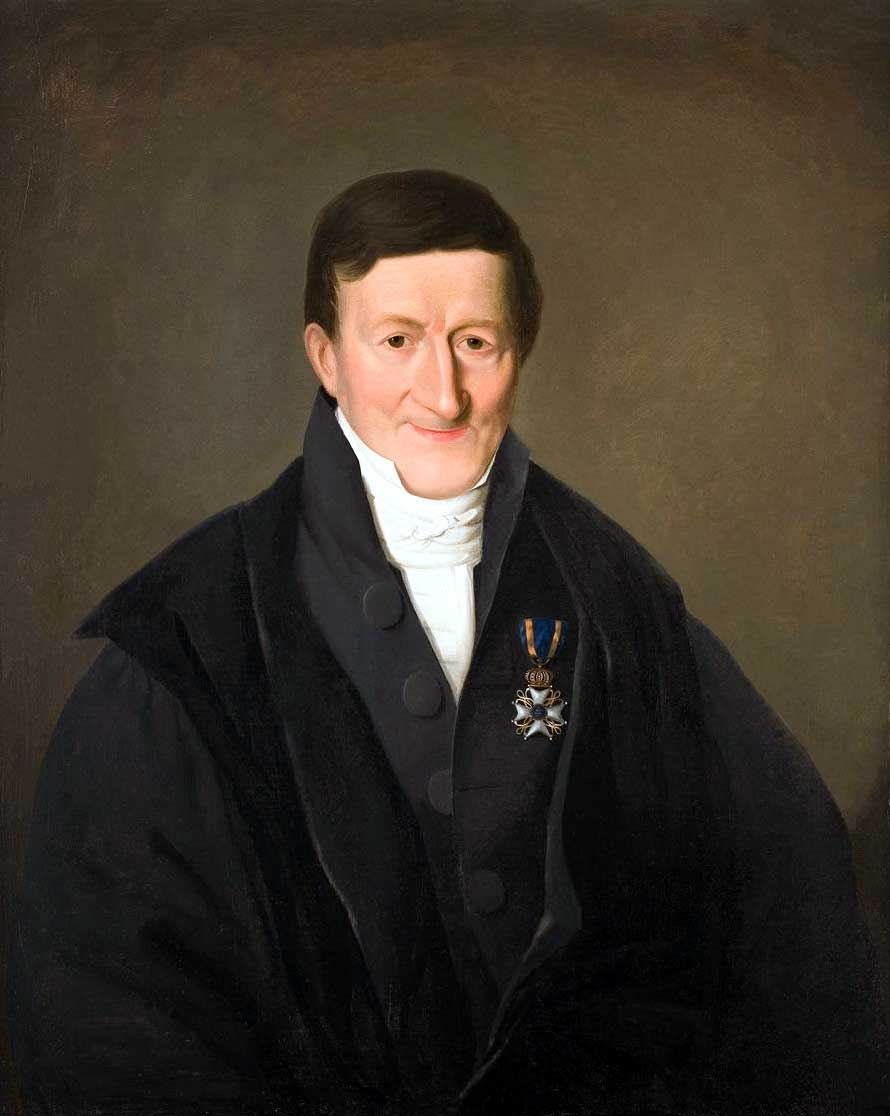
Siegenbeek (portret toegeschr. aan Ezechiel Davidson, Collectie Universiteit Leiden)

Siegenbeeks verhandeling over de spelling van 1804 werd bepalend voor de officiële schrijfwijze. Deze werd aangevallen door de dichter Willem Bilderdijk, maar de spelling-Siegenbeek werd in Nederland gehandhaafd tot de invoering van de spelling-De Vries en Te Winkel in 1883. In Nederlandstalig België werd de spelling-Siegenbeek al niet meer gebruikt sinds het uiteenvallen van het Verenigd Koninkrijk der Nederlanden.
Siegenbeek was van mening dat de spelling de beschaafde Hollandse uitspraak van een woord moest weergeven. Daarbij moest echter wel rekening gehouden worden met de principes van de gelijkvormigheid, de etymologie en de analogie. Aan de spelling-Siegenbeek heeft het huidige Nederlands de schrijfwijze van de lange-ij als in ijzer te danken, eerder ook vaak als yzer geschreven. Kenmerkende schrijfwijzen voor deze spelling zijn bijvoorbeeld berigt, blaauw, Dingsdag, gooijen, magt, kagchel, koningrijk, muzijk en zamen.

## Werken
- Redevoering over het openbaar onderwijs in de Nederduitsche welsprekendheid , 1797
- Verhandeling over de Nederduitsche spelling ter bevordering van de eenparigheid in dezelve, 1804
- Letterkunst voor de jeugd , 1805
- Woordenboek voor de Nederduitsche spelling, 1805
- Proeve eener dichterlijke vertaling van de Ilias van Homerus, 1807
- Betoog van den rijkdom en de voortreffelijkheid der Nederlandsche taal, en opgave der middelen om de toenemende verbastering van dezelve tegen te gaan, 1810
- Leerredenen, 1814-20
- Over de middelen ter vorming van een Nationaal Tooneel, 1817
- Beknopte Geschiedenis der Nederlandsche Letterkunde, 1826
- Willem de Derde, koning van Engeland, 1832
- Twaalf leerredenen, 1835
- De eer van Wagenaar, als historieschrijver, en die van Jacoba van Beijeren, tegen Mr. W. Bilderdijk, in zijne geschiedenis des vaderlands, verdedigd door Matthijs Siegenbeek, 1835
- Dichterlijke zedelessen voor de jeugd, 1844